# Harry Mallin
Harry Mallin (1 de junho de 1892 – 8 de novembro de 1969) foi um boxeador britânico, campeão olímpico.

## Carreira
Mallin foi campeão britânico por cinco anos consecutivos de 1919 a 1923. Ele nunca perdeu uma luta amadora e nunca se tornou profissional. Conquistou a medalha de ouro em duas ocasiões: nos Jogos Olímpicos de Verão de 1920 em Antuérpia, após derrotar o canadense Arthur Prud'Homme, e Jogos Olímpicos de Verão de 1924 em Paris, após derrotar o também britânico John Elliott, ambas na categoria peso médio, em que se consagrou bicampeão.